# فرنسيسكو باريوس
فرنسيسكو باريوس (بالإسبانية: Francisco Barrios)‏ هو لاعب كرة قاعدة مكسيكي، ولد في 10 يونيو 1953 في ارموسييو سونورا في المكسيك، وتوفي في 9 أبريل 1982 بسبب نوبة قلبية.

## وصلات خارجية
- فرنسيسكو باريوس على موقعبيزبول رفرنس.كوم (الدوري الرئيسي) (الإنجليزية)
- فرنسيسكو باريوس على موقعبيزبول رفرنس.كوم (الدوري الثانوي) (الإنجليزية)
- فرنسيسكو باريوس على موقع مشجعي الرسوم البيانية (الإنجليزية)